# NEWS×情報 キャッチ+
『NEWS×情報 キャッチ+』（ニュース・じょうほう キャッチプラス）は、サンテレビジョンで2021年4月1日から平日の17時台に放送中の報道・情報番組。

## 概要
2018年4月2日から2021年3月19日まで平日の16時（午後4時）台に編成されていた『情報スタジアム 4時!キャッチ』（以下「前番組」）からサンテレビ社会情報部・報道部の共同制作体制を継承しながら、放送枠を17時台（17:00 - 17:55）に繰り下げるとともに、全曜日で2部構成を採用。第1部（17:30までの時間帯）の「情報+」（社会情報部制作）では主に地域情報を、第2部（17:30以降の時間帯）の「ニュース+」（報道部制作）では報道系のニュース・気象情報を扱う。
なお、サンテレビでは2021年6月14日（月曜日）付で本社屋を神戸国際交流会館から神戸駅前JUSTスクエア（ホテルジュラク神戸との複合ビル）へ移転したため、当番組では同年5月28日（金曜日）放送分まで前番組と同じスタジオ（L1スタジオ）・セットを使用。5月31日（月曜日）からは、セットを一新したうえで新社屋内（新L1スタジオ）から放送している。本社機能が新社屋へ完全に移転した直後の6月18日（金曜日）には、全編の放送枠を17:00 - 18:55の1時間55分に設定（通常から1時間拡大）したうえで、移転記念の特別番組（『NEWS×情報キャッチ+ おっ!引っ越しスペシャル』）として放送した。
2022年度（2022年4月4日）から、「情報+」の構成や出演者の一部を変更。前番組と同様に、曜日別のテーマ（月曜日：「ローカル」、火曜日：「ヘルス　ウエルネス」、水曜日「フレッシュ」、木曜日「デリシャス」、金曜日「チャレンジ」）を設定したうえで、このテーマに見合った企画を新たに放送している。
2022年度までは木内亮（サンテレビの社会情報部キャスターで元・同局アナウンサー）と榎木麻衣（同局アナウンサー）が「情報+」パートのMC（いずれも前番組から続投）、小浜英博（同局のアナウンサー兼社会情報部記者）と藤岡勇貴（同局の報道部に所属する「キャスター」で元・青森朝日放送アナウンサー）が「ニュース+」パートのメインキャスターを分担。木内と小浜は、局内の人事異動で2022年度をもってアナウンス業務を離脱することを受けて、同年度の最終回に当たる2023年3月24日（金曜日）放送分で出演を終了した。
2023年度（2023年4月3日以降）は、月 - 木曜日の放送時間を17:20 - 18:00、金曜日の放送時間を17:05 - 18:00に変更。2022年度までの2部構成を廃止したうえで、「兵庫県内のニュースをみんなで考えよう」というテーマの下に、第1部（「情報+」）で扱ってきた地域情報と第2部（「ニュース+」）で取り上げてきたローカルニュース・特集を凝縮しながら伝える構成に改めた。また、2022年度まで生中継のリポートなどを担当していた橋本航介（サンテレビアナウンサー）を水曜日のキャスターに加えたほか、藤岡が「キャスター」という肩書で月曜日火曜日を担当。木曜日金曜日には榎木がキャスターを務めるほか、2022年度まで「情報+」にのみ出演していたコメンテーターも、出演の曜日を一部で入れ替えながら全員続投している。
番組開始の当初から、サンテレビ公式YouTubeチャンネルで放送動画のライブ／アーカイブ配信を全曜日で実施している。2022年度まではライブ配信の対象を「情報+」のパートに限っていたが、2023年度からは全編の配信へ移行している。
2024年度（2024年4月1日以降）は、金曜以外の曜日でも基本の放送枠を17:05 - 18:00に設定したことによって、全曜日の放送時間を再び統一した。また、サンテレビでは放送時間の統一を機に、「日本まんなか直送便」（独立局が持ち回り方式で制作している観光スポットなどの紹介企画）へ初めて参加。この企画を、毎週金曜日の当番組内で放送している。

### 2023年に放送された調査報道特集をめぐる放送倫理・番組向上機構（BPO）での審議
放送倫理・番組向上機構（BPO）の放送人権委員会は、2023年9月26日・27日の「ニュース+」で放送されたふるさと納税を巡る調査報道特集について、審理に入ることを2024年4月16日付で発表した。
この特集では、兵庫県下の地方自治体がふるさと納税PR事業の一環で出店したアンテナショップに当該自治体の課長（当時＝以下では「元・課長」と略記）が勤務していた時期に、「『代金を支払わずに商品を飲食』『家族や知人に公金で高級牛肉などを贈るよう当時の部下に指示』といった職務上の不正行為を働いていた」とされる疑惑を関係者（当時の店長など）からの証言などを基に伝えていた。
サンテレビでは、この特集について、「元・課長は電話での取材に対して、証言の内容を否定する旨の発言で応じていたが、その発言を具体的に裏付けるだけの根拠は見受けられない」「上記の証言や発送伝票のコピーなどの物証から、報道の内容には、少なくとも『真実である』と信じるに足る相当の理由が存在する」「地方自治体の管理職の地位にある公務員が、公金が投入されたアンテナショップで数々の不正行為を働いていたことを放送することには公共性があって、『公益を図る』という目的も認められる」と主張している。これに対して、元・課長は「一連の報道で虚偽の内容を伝えられたことによって名誉を傷つけられた」としてサンテレビと交渉。放送での謝罪や、公式YouTubeチャンネルで公開されている当該報道のアーカイブ動画の削除を求めている。もっとも、双方の交渉が不調に終わったことから、BPOでは放送人権委員会運営規則第5条（苦情の取り扱い基準）に沿った審議入りを決めた。
2025年2月18日、委員会は審理の結果、人権侵害は認められず、放送倫理上の問題はあるとは言えないと判断した。ただし4人の委員が、放送倫理上問題があるとする少数意見を付記した。

## 出演者
- 特記しない限りは、出演の時点でサンテレビアナウンサー。●の人物は、前番組から出演を継続。
- コメンテーターは、サンテレビの放送対象地域である兵庫県内の出身者・在住者を中心に起用。

### 現在（2024年度）
キャスター
- 橋本航介（月曜日担当）
  - サンテレビのスポーツアナウンサーでもあるため、2022年度以降のプロ野球シーズン中は、火 - 金曜日の『サンテレビボックス席』（阪神タイガースのナイトゲーム中継）でベンチリポートを担当する場合に「ボックス席soon」（「情報+」パート内の直前中継）を中心に出演。阪神のナイトゲームが組まれることの少ない月曜日には、2022年度に「41（よい）とこ中継」のリポーターをレギュラーで務めていた。
- 藤岡勇貴（火・水曜日担当、サンテレビ報道部キャスター[1][注 7]）●
  - 元・青森朝日放送アナウンサーで、前番組から2023年度までは、主にニュースを担当していた。2024年度から、全編の進行役を兼務。
- 榎木麻衣（火 - 金曜日の進行を担当）●
  - 2023年度までは、月曜以外の曜日で進行を担当。
- 柴原優美香（しばはら　ゆみか：月・水・木曜日担当）
  - 『林先生が驚く初耳学!』（毎日放送の東京本社が制作するTBS系列向けの全国ネット番組）内で放送されていた「吉川美代子（TBS出身のフリーアナウンサー）の女子アナ学」へ大学4年時（2019年度）に出演した経験の持ち主で、NHK奈良放送局の契約キャスターを経て、2023年4月1日付でサンテレビへ入社。入社1年目の2023年度には、月・水曜日のニュースを藤岡とのコンビで担当していた。
- 揚田葵衣（あげた　あおい：火・木・金曜日のニュースを藤岡とのコンビで担当）
  - NHK高知放送局の契約キャスターを経て、2023年4月1日付でサンテレビへ入社。

橋本と揚田は、スタジオへ出演しない日に、「アナまる」（2023年度から毎週水曜日に放送されている兵庫県内での取材ロケ企画）向けのリポートを交互に担当している。
気象キャスター
- 前田勝久●（気象予報士、オフィスキイワード所属）
  - 2022年度まで『ニュース+』のパートに組み込まれていた天気予報を担当。当番組では『ニュース+』時代から、前田が兵庫県北部・南部の10日間予報を伝え終えた後にエンディングパートへ直結している。
  - 阪神タイガースの大フォンであることを公言しているため、プロ野球シーズン中の放送で阪神のナイトゲーム（阪神甲子園球場での主管試合）中継が『サンテレビボックス席』として後枠へ組み込まれている場合には、試合が予定されている時間帯を対象に同球場周辺のピンポイント予報も伝えている。

コメンテーター
- 月曜日
  - 桂天吾（2024年4月から出演、神戸市出身：「桂南天の弟子」に当たる落語家）
- 火曜日
  - さとゆり（2024年4月から出演、明石市出身：吉本興業大阪本部所属の「バレーボール芸人」）
    - 兵庫県立氷上高等学校女子バレー部在籍中の2012年に、第64回全日本バレーボール高等学校選手権大会で準優勝を経験。大学からの卒業後に同校で講師を務めていたが、学生時代からの「お笑い好き」が高じて吉本総合芸能学院（NSC）へ入学した後に、「スターティングメンバー」（女子サッカー全米大会で優勝を経験している「ひでか」と組んでいたお笑いコンビ）での活動を経てピン芸人に転じている。
- 水曜日
  - 近藤岳登（2022年4月からレギュラー出演、愛知県豊川市出身：Jリーグのヴィッセル神戸でサイドバックとして長年活躍していた元・プロサッカー選手）
    - 2022年度には週替わりで金曜日、2023年度には毎週金曜日に出演。

  - 小坂祥子（2024年4月から出演、ハーバーロード法律事務所に所属する弁護士）
    - 兵庫県弁護士会の登録会員で、県内に所在する甲南大学と関西学院大学司法研究科を卒業。
- 木・金曜日
  - 桧山進次郎（2022年4月からレギュラー出演、京都市右京区出身：朝日放送テレビの野球解説者で元・阪神外野手）
    - サンテレビでは、朝日放送テレビからの出向扱いで『サンテレビボックス席』阪神戦中継の解説を随時担当。当番組にも2021年度から、阪神選手時代のチームメイトである井川慶とのコンビを中心に、ゲスト扱いで出演していた。なお、2022年度には週替わりで金曜日、2023年度には毎週木曜日に出演。

  - 梓晴輝（2024年4月から出演、宝塚市出身：株式会社ダリアジェンヌ代表取締役社長、元宝塚歌劇団雪組男役）
    - 宝塚歌劇団に7年間在籍した後に、家業（ダリアの農園）を引き継ぐかたわら、介護福祉士として活動。

コーナーキャスター
- 久保恵佳（くぼ　あやか：オフィスキイワード所属のフリーアナウンサー、元・福島中央テレビアナウンサー）
  - 「情報トピックス」（2023年度まで毎週木曜日に放送）→「情報コーナー」（2024年4月から毎週火・木曜日に放送）を進行[注 8]

中継リポーター
- ネイビーズアフロ（みながわ・はじり、2022年4月から水曜日の「部活中継」を週替わりで担当）
  - 吉本興業大阪本社所属のお笑いコンビで、みながわ・はじりとも神戸大学の出身（いずれも出身地は京都市内）。
- ブルーウェーブ（すみかわ・四番サード西澤、2022年4月から水曜日の「部活中継」を週替わりで担当）
  - 松竹芸能所属のお笑いコンビで、すみかわ・西澤とも兵庫県内の出身。
- 田崎佑一（2022年4月5日から出演、神戸市北区出身：吉本興業大阪本部所属のお笑いコンビ・藤崎マーケットのメンバー）
  - 2023年度までは火曜日のコメンテーターで、「田崎・榎木のお買い物!GO!GO!」（当時火曜日に放送されていたロケ企画）のリポーターも榎木と共に務めていた。2024年4月から、偶数金曜日の中継リポーターへ異動。

その他の出演者
- 北原奈緒美（内藤証券投資調査部シニア・アナリスト） - 月曜日「経済コーナー」コメンテーター
- 有沢正一（岩井コスモ証券投資調査部長） - 同上
- 矢田真博（日本取引所グループ広報課長） - 同上

#### 2023年度
キャスター
- 橋本航介（月曜日の進行を担当）
- 榎木麻衣（火 - 金曜日の進行を担当）●
- 藤岡勇貴（全曜日のニュースを担当、サンテレビ報道部キャスター）
- 柴原優美香（月・水曜日のニュースを藤岡とのコンビで担当）
- 揚田葵衣（火・木・金曜日のニュースを藤岡とのコンビで担当）

気象キャスター
- 前田勝久●

コメンテーター
- 月曜日
  - 小林祐梨子●（2021年4月1日[8] から出演、小野市出身：元陸上競技選手・陸上女子1500m元日本記録保持者・北京オリンピック女子5000m日本代表）
    - 2022年末から第三子を懐妊していたため、2023年の度初頭（2023年4月）には産前産後休業に入っていた。同月に第三子を出産したため、2023年6月20日放送分から出演を再開。

  - ウラリエ（2022年4月からレギュラー出演、神戸市出身：「神戸インフルエンサーの女王」と称されるインスタグラマー）
    - 2023年3月までは、金曜日に週替わりで出演していた。
- 火曜日
  - 神三矢（2022年4月5日から出演、神戸市出身：医師・「芦屋JINクリニック」院長）
  - 田崎佑一（藤崎マーケット）
- 木曜日（2022年度にはいずれもウラリエとの週替わりで金曜日に出演）
  - 桧山進次郎
  - 近藤岳登
    - 小林の産前産後休業中は、小林の代理扱いで月曜日に出演することもあった。
- 金曜日（2022年度には木曜日に出演）
  - 井川慶（2022年4月6日からレギュラー出演、 茨城県東茨城郡大洗町出身：阪神タイガース→ニューヨーク・ヤンキース→オリックス・バファローズの元投手）
    - 2021年度にも、「ボックス席soon」（『サンテレビボックス席』阪神ナイトゲーム中継の前座コーナー）の放送日を中心にゲストで出演。2022年7月からは、ゲスト扱いで上記中継の解説も担当している。

  - 壱城あずさ●（2022年4月6日からレギュラー出演、神戸市出身：元宝塚歌劇団星組男役）
    - 前番組[注 9]から2021年度の当番組までは、スタジオゲストやリポーターとして不定期で出演。
    - 井川・壱岐とも、「兵庫★スター食材図鑑」というロケ企画のリポーターを兼務。

コーナーキャスター
- 久保恵佳

「部活中継」リポーター（週替わりで担当）
- ネイビーズアフロ（みながわ・はじり）
- ブルーウェーブ（すみかわ・四番サード西澤）

その他の出演者
- 北原奈緒美（内藤証券投資調査部シニア・アナリスト） - 火曜日「経済トピックス」コメンテーター
- 有沢正一（岩井コスモ証券投資調査部長） - 同上
- 矢田真博（日本取引所グループ広報課長） - 同上

##### 第1部「情報+」

###### 2021年度
MC
- 木内亮（月 - 水・金曜日担当）●[注 10]
- 榎木麻衣（水・木・金曜日担当）●

初回・2回目の放送は両者ともスタジオに出演したほか、一方のMCのスタジオ出演日に、もう一方のMCが一部の企画（生中継など）で登場することもある。
コメンテーター
- 月曜日
  - 小林祐梨子●
- 火曜日
  - かみじょうたけし●（2021年4月6日から出演、淡路市出身：松竹芸能所属のピン芸人）
- 木曜日
  - 河合美智子●（2021年4月8日から出演、豊岡市在住：女優・歌手）
    - 日本政府が兵庫県内に通算3度目の新型インフルエンザ等緊急事態宣言を発出しているため、2021年5月6日放送分では、自宅からリモート出演[10]。

  - サニー・フランシス●（2021年4月15日から出演、神戸市灘区在住、同区内でエスニック料理店を経営）
  - 桂あやめ●（2021年4月22日から出演、神戸市兵庫区出身：落語家）
- 金曜日
  - クマガイタツロウ（2021年4月30日から出演、神戸市出身：3人組バンド「ワタナベフラワー」）

コーナーキャスター
- 久保恵佳（毎週木曜日に放送される「情報トピックス」を進行）

ゲスト
- 井川慶（2021年4月1日から出演）
- 高橋沙織（2021年4月2日から出演、神戸市在住：お笑いコンビ・アルミカン）
- 狩野恵輔●（2021年4月6日から出演、群馬県渋川市出身：野球解説者で元・阪神タイガース捕手→外野手）
- 和田美枝●（2021年4月7日から出演、大阪府出身：吉本興業大阪本部所属のお笑いコンビ・女と男）
- 春野恵子（2021年4月8日から出演、東京都文京区出身：浪曲師）
- 西代洋●（2021年4月13日から出演、大阪府豊中市出身：吉本興業大阪本部所属のお笑いコンビ・ミサイルマン）
- 壱城あずさ●（2021年4月16日から出演、神戸市出身：元宝塚歌劇団星組男役）[注 11]
- 市川義一（女と男）●（2021年4月21日から出演、大阪市平野区出身：吉本興業大阪本部所属のお笑いコンビ・女と男のメンバー）
- 桂春蝶（2021年4月23日から出演、大阪府池田市出身：落語家）
- 団長安田 （2021年4月26日から出演、尼崎市出身：お笑いグループ・安田大サーカス）
- KAZZ・石田裕之（2021年4月27日から出演、神戸発の防災音楽ユニット「Bloom Works」）

特別ゲスト
- 有野晋哉（よゐこ、2021年4月1日）

東京都千代田区の日本プレスセンタービル3階にあるサンテレビ東京支社からリモート出演。
- 近兼拓史（映画監督、2021年4月19日）

その他の出演者
- 北原奈緒美 - 火曜日「経済トピックス」コメンテーター
- 有沢正一 - 同上
- 矢田真博 - 同上

中継リポーター
- 森脇健児（2021年4月2日から出演、大阪府枚方市出身：お笑いタレント、ラジオパーソナリティー、俳優、マラソンランナー）
- 市川義一●（2021年4月7日から担当）
- 木内亮●（2021年4月9日から担当）
- かみじょうたけし（2021年4月14日から担当）
- 和田美枝●（2021年4月21日から担当）
- 橋本航介（2021年6月21日から担当）

###### 2022年度
MC
- 木内亮（月 - 水・金曜日担当）●
  - 2023年4月からサンテレビの事業部へ異動することに伴って、当番組のMCを含むアナウンス業務を2022年度で終了。
- 榎木麻衣（水・木・金曜日担当）●

コメンテーター
- 月曜日
  - 小林祐梨子●
- 火曜日
  - 神三矢
  - 田崎佑一（藤崎マーケット）
    - 「田崎・榎木のお買い物!GO!GO!」のリポーターも、榎木と共に担当。
- 木曜日
  - 井川慶
  - 壱城あずさ●
    - 井川・壱岐とも、「兵庫★スター食材図鑑」のリポーターを兼務。
- 金曜日（以下の人物が週替わりで出演）
  - 桧山進次郎
  - 近藤岳登
    - 放送週によっては、他曜日のコメンテーター（小林や井川など）が登場することもあった。

コーナーキャスター
- 久保恵佳
  - 毎週木曜日に放送される「情報トピックス」を進行。

中継リポーター
- 橋本航介（2022年4月4日から月曜日の「41とこ中継」を担当）
  - サンテレビのスポーツアナウンサーでもあるため、プロ野球シーズン中は「ボックス席soon」にも随時出演。

以下のお笑いコンビはいずれも、2022年4月から水曜日の「部活中継」を週替わりで担当。
- ハイアウト（星加莉佐・石井萌々花、2022年4月から水曜日の「部活中継」を週替わりで担当）
  - 松竹芸能所属のお笑いコンビで、星加は芦屋市・石井は加古川市の出身。
- ネイビーズアフロ（みながわ・はじり）
- ブルーウェーブ（すみかわ・四番サード西澤）

その他の出演者
- 松岡健（神戸新聞論説副委員長） - ニュースコメンテーター
- 北原奈緒美 - 火曜日「経済トピックス」コメンテーター
- 有沢正一 - 同上
- 矢田真博 - 同上

##### 第2部「ニュース+」（2021・2022年度）
キャスター
- 藤岡勇貴（月 - 水曜日）
- 小浜英博●（木・金曜日）
  - 報道部の記者と兼務しながら出演していたが、2023年4月1日付の人事異動でアナウンス職を解かれたため、2023年度以降は記者専任で取材リポートを随時担当。

サブキャスター
- 吉本美咲●（月・火曜日）
  - サンテレビには3年間の有期雇用契約で在籍していたため、契約期間の満了（2023年3月31日）を前に、当番組を同月20日（月曜日）放送分で卒業。
- 朝田夢子●（水 - 金曜日）
  - 吉本と同じ時期に同じ待遇（3年間の有期雇用契約）でサンテレビに在籍していたため、契約期間の満了日である2023年3月31日（金曜日）で当番組を卒業。翌4月からは舞夢プロ所属のフリーアナウンサーとして、関西地方を拠点に活動している。

気象キャスター
- 前田勝久●

コメンテーター
- 松岡健（月曜日）

## 日替わりコーナー
●印は前番組から継続。

### 現在（2024年度）
月曜日
- 経済コーナー

経済や投資のスペシャリストをスタジオに迎えて、経済に関する直近のトピックを分かりやすく解説する。2023年度までは、「経済トピックス」というタイトルで毎週火曜日に放送。
火曜日
- 情報コーナー●

企業が勧める商品、企業や団体などが展開しているキャンペーン、トレンドなどの情報を、久保がスタジオで紹介。2023年度までは、「情報トピックス」というタイトルで毎週木曜日に放送されていた。2024年度からは、「情報コーナー」に改題したうえで火曜日にも放送している。
水曜日
- 部活中継（企画協力：流通科学大学）●

兵庫県内にある学校の「文化部」（文化系クラブ）の活動を、生中継リポートで紹介する。前番組ではサンテレビの女性アナウンサー（朝田など）がリポーターを務めていたが、当番組ではお笑い芸人が週替わりで担当する。
- アナまる

2023年度から放送されているロケ企画。サンテレビの「アナ」（当番組のキャスターでもあるアナウンサー）から、橋本と揚田が兵庫県内の自治体を交互に訪れながら、訪問先の魅力を「まるまる」（丸々）伝える。
サンテレビのYouTube公式チャンネルでは、この企画で放送済みのロケ動画を公開するページが設けられている。
木曜日
- 情報コーナー●
- HYOGO「ド密着」

2024年度から放送。サンテレビが兵庫県内に設けている姫路支社（姫路市）・但馬総局（豊岡市）・丹波総局（丹波市）・淡路総局（洲本市）駐在の記者・カメラマンが、駐在先の地域に「密着」したリポートを週替わりで担当している。
金曜日
- 日本まんなか直送便

2024年度から放送。日本国内の独立局から、サンテレビ・岐阜放送・三重テレビ・びわ湖放送・奈良テレビ・テレビ和歌山の6局が、放送対象地域内の観光スポットを持ち回り方式で紹介している。
- 生中継（田崎のリポートで偶数週に編成）

報道系特集
サンテレビ報道部の記者（藤岡や元・アナウンサーの小浜など）が日々の取材で気になったニュースを、独自の視点と以下のテーマに沿って掘り下げる企画。
- 防災企画：阪神・淡路大震災（1995年1月17日発災）で被災した地元の放送局として、大規模な自然災害で甚大な被害を受けた地域の現状や防災対策を紹介。
- スポーツ企画：兵庫県に縁のある選手や、アマチュアのチーム・クラブで活躍している注目の選手などを紹介。
- 「がん」「戦争」「貧困」などの社会問題に関するキャンペーン企画

期間限定（プロ野球シーズン中）
- ボックス席soon

当番組の直後に『サンテレビボックス席』として阪神タイガースのナイトゲームを同局の自社制作で中継する日に放送。中継で阪神側のベンチリポートを担当するサンテレビアナウンサーが、「スタメンキャッチ」と称して阪神のスターティングメンバー、「キャッチ・ザ・プレイヤー」と称して阪神の注目選手1名を中継先の放送席から伝える。

#### 2023年度
月曜日
- #てくてくウラリエ

神戸市出身のインフルエンサー・ウラリエが、写真に映えるスポットやグルメを兵庫県内の街で探索したうえで、新たな名物を紹介するロケ企画。
火曜日
- 田崎・榎木のお買い物!GO!GO!

神戸市北区出身の田崎と、既婚のサンテレビアナウンサー（放送上の呼称は「サンテレビ主婦代表」）である榎木が、兵庫県内の商店街や観光地を巡るロケ企画。「買物」の様子だけにとどまらず、ロケ先で出会った地元住民の声も伝えていた。
- 経済トピックス

水曜日（テーマは「フレッシュ」）
- 部活中継（企画協力：流通科学大学）●
- アナまる

木曜日
- 情報トピックス●

金曜日
- 41（よい）とこリレー（2022年度は月曜日の「情報+」パートで放送）

兵庫県内にある41の地方公共団体（市町）から、1つの市町の魅力を紹介する企画。紹介する市町の首長が、スタジオかリモート方式で出演している。
- 兵庫★スター食材図鑑（2022年度は木曜日の「情報+」パートで放送）

「元・阪神タイガースのスター」である井川と「元・宝塚歌劇団のスター」である壱岐が、兵庫県内の「スター食材」（美味の誉れが高い旬の野菜や魚など）の生産・収穫・加工の現場を取材するロケ企画。「スター食材」の収穫、こだわり、出来栄えなどを生産者に訊くほか、生産者や地元の住民が勧める「スター食材」の食べ方を紹介していた。
サンテレビでは、この企画を15分の単独番組として随時放送している。

##### 第1部「情報+」

###### 2021年度
全曜日
- まちトピ!
- ジャパネットテレビショッピング●
- ボックス席soon
- キャッチ+宣伝隊長 木内がやります!●（エンディング）

木内が兵庫県内の自治体を訪れるロケ企画。毎日1人ずつ視聴者を増やすことを目標に、ロケで出会った人々や、ロケで訪れた店舗・施設の関係者に番組ステッカーを配布していた。ただし、「ボックス席soon」や特別企画を編成する日には放送しなかった。
月曜日
- きょうのオハナシ

辛い気持ちが和らぐ励ましの言葉や、明日に立ち向かう勇気が湧く言葉を伝えていた企画。通常は兵庫県内にある寺院の僧侶や神社の権禰宜などがVTRを通じて月替わりで登場していたが、浪曲師の春野がスタジオへ出演する日には、春野が木内・小林と語り合いながら「生オハナシ」を披露していた。
火曜日
- 自然とキャンプ

キャンプが趣味の木内が、上記のゲストと共に兵庫県内でキャンプを体験した模様を、数週にわたって放送するロケ企画。木内とゲスト（井川・狩野・森脇など）によるトークを交えながら、「自然と共に自然に過ごす自然な風景」を紹介していた。
当番組内での放送が2021年度限りで終了してからも、サンテレビでは、2022年度初頭（2022年4月3日から7月17日までの期間）の毎週日曜日深夜（基本として24:00 - 24:15）に単独番組として放送していた。
- 経済トピックス

水曜日
- 部活中継（企画協力：流通科学大学）●

2021年4月21日放送分までは、前番組に続いて、学校からの生中継を実施していた。兵庫県内に通算3度目の新型インフルエンザ等緊急事態宣言が発出されている期間（4月25日 - 6月20日）は、リポーターが学校へ出向かない代わりに、校内から学生がいわゆる「リモート方式」で出演していた。
- ひょうご海（sea）ライフ（企画協力：日本財団）●

サンテレビ・神戸新聞社・ラジオ関西・兵庫県・神戸市・姫路市などが参加する「海の日本PROJECT in ひょうご」（日本財団が2017年から海洋に接する都道府県単位で展開している「海の日本PROJECT」の兵庫県版）と連動したコーナーで、県内各地の海に関するイベントや関係者を竹村美緒やサンテレビガールズが取材した模様をが紹介。基本として、5 - 12月に毎週放送されていた。
サンテレビでは2017年度のみ、単独番組として月曜日の18時台に編成。2018 - 2020年度に前番組へ内包されていた（2019年度までは月曜日・2020年度のみ水曜日に放送）。当番組でも1コーナー扱いで放送されていたが、生放送でのスタジオ報告パートを設けていた前番組から一転して、全編を事前に収録している。
2022年度からは、コーナーとして編成しない代わりに、「海の日本PROJECT in ひょうご」に関するトピックを第2部の「ニュース+」で随時紹介している。
木曜日
- 情報コーナー
- ニッポンのSHOKUNIN

木曜日コメンテーターのサニー・フランシスが兵庫県内の職人を紹介。当番組内での放送が2021年度限りで終了してからも、『自然とキャンプ』に続いて、2022年7月24日から毎週日曜日の深夜（基本として24:00 - 24:15）に単独番組として放送している。
金曜日
- ギュっと兵庫

兵庫県の週末情報を、ギュッと凝縮しながら伝えていた。
神戸駅前JUSTスクエア内スタジオからの放送開始翌日（2021年6月1日）からは、サンテレビの本社屋移転にちなんだ特別企画を全曜日のエンディングパートで放送。旧本社屋（神戸国際交流会館）時代（1981年3月 - 2021年5月）から特定の1ヶ月を日替わりでテーマに設定するとともに、当該月内の兵庫県内の出来事から1つのトピックを、サンテレビ報道部所蔵のアーカイブ映像と共に紹介していた。

###### 2022年度
全曜日
- まちトピ!

兵庫県内の街の気になる話題や情報から、毎日3つのトピックスを、中継やVTRを交えながら紹介していた。
- ジャパネットテレビショッピング●

月曜日（テーマは「ローカル」）
- 41（よい）とこリレー

2022年度には、「41とこ中継」（当日の「41とこリレー」で取り上げる市町内からの生中継）を組み込んでいた。
火曜日（テーマは「ヘルス　ウェルネス」）
- 田崎・榎木のお買い物!GO!GO!
- 経済トピックス

水曜日（テーマは「フレッシュ」）
- 部活中継（企画協力：流通科学大学）●

木曜日（テーマは「デリシャス」）
- 兵庫★スター食材図鑑
- 情報トピックス●

金曜日（テーマは「チャレンジ」）
- おでかけ情報

行楽などに勧めたい兵庫県内のスポット、県内の動物園や水族館などで飼育されている動物、県内で味わえる旬のグルメなどを生中継などで伝えていた。
期間限定（プロ野球シーズン）
- ボックス席soon

##### 第2部「ニュース+」 （2021・2022年度）
- 天気予報

2021年5月28日（金曜日）までは前番組に続いてウェザーニュース配信の天気予報を基に伝えていたが、サンテレビが本社屋の移転を機に天気予報業務の契約先を変更したことに伴って、同月31日（月曜日）からは日本気象協会配信の天気予報に変更。天気予報画面の構成も一新している。
- 3分で納得!今すぐできる備え インスタント防災キャッチ+（火曜日に月1回放送、企画協力：神戸市内の防災グッズ専門店「MT-NET」）●

サンテレビの本社がある神戸市内をはじめ、放送対象地域の兵庫県南部に甚大な被害をもたらした阪神・淡路大震災（1995年1月17日発災）の教訓を踏まえた企画で、放送上の通称は「3分防災」。地震や自然災害の発生時に役立つ情報や、平時から備えておきたい災害対策を3分間の映像で紹介する。YouTubeのサンテレビ公式チャンネルでも、放送済みの映像を動画で配信。
- ひょうご五国　駐在リポート（水曜日）

サンテレビが「ひょうご五国」（兵庫県内）に設けている姫路支社・但馬総局・丹波総局・淡路総局駐在の記者・カメラマンが、週替わりでリポートを担当する地域情報ロケ企画。
ニュースパートは基本として、兵庫県内向けのストレートニュースと報道系特集の二本立てで構成。新型コロナウイルスへの感染対策のキーパーソンや、兵庫県内の自治体での首長選挙で当選したばかりの首長が、リモート中継やVTRインタビューで随時出演している（神戸駅前JUSTスクエア内スタジオからの初回放送には当時の兵庫県知事・井戸敏三がスタジオ出演）。また、前番組に続いて、『ニュースSUNデー』（毎週日曜日の夕方に編成されるローカルニュース）で一部の特集の再放送（または先行放送）を実施。

## 放送時間
| 期間       | 期間       | 放送時間 (JST)        | 放送時間 (JST)        |
| 期間       | 期間       | 月曜日 - 木曜日       | 金曜日                |
| ---------- | ---------- | --------------------- | --------------------- |
| 2021.04.01 | 2023.03.31 | 17:00 - 17:55（55分） | 17:00 - 17:55（55分） |
| 2023.04.03 | 2024.3.29  | 17:20 - 18:00（40分） | 17:05 - 18:00（55分） |
| 2024.04.01 | 現在       | 17:05 - 18:00（55分） | 17:05 - 18:00（55分） |

- 祝祭日には、テレビショッピング番組を当該時間帯に放送。「ニュース+」の代替番組扱いで、『SUN-TVニュース』を15:56 - 16:00（または17:55 - 18:00）に編成している。
  - 祝祭日ではない平日でも、ゴールデンウイーク・年末・年度末と重なった場合には、当番組を休止することがある。サンテレビが開局55周年を迎えた2024年のゴールデンウイークを例に取れば、開局記念日に当たる5月1日（火曜日）と翌2日（水曜日）が通常の平日であったにもかかわらず、両日とも当番組の放送を休止。さらに、本来は当番組を放送している時間帯に『SUN-TVニュース』を編成しなかった。その一方で、サンテレビが5月1日から6日（月曜日・こどもの日の振替休日）まで神戸阪急本館9階の催事場で開いている「おっ!サンテレビまつり」（入場無料の開局55周年記念イベント）では、「キャッチ+コーナー」を設置。過去に「部活中継」などで放送した映像を流しているほか、2日の午後には、会場の様子を井川が伝えるYouTube限定の公開ライブ配信を実施した。
- 当番組の放送日に『サンテレビボックス席』で中継する試合の開始時間が18:00より前に設定される場合には、当該試合の完全生中継を優先する関係で、当番組の放送時間を以下のように調整している。
  - 2021年のNPBでは、阪神のビジター扱いによるナイトゲーム（通常は18:00開始）のうち、明治神宮野球場での対東京ヤクルトスワローズ戦を17:30、横浜スタジアムでの対横浜DeNAベイスターズ戦・バンテリンドーム ナゴヤでの対中日ドラゴンズ戦を17:45から開始していた。いずれも新型コロナウイルスへの感染の拡大の防止策の一環で開始時間を繰り上げていたため、平日分の当該試合を『サンテレビボックス席』で中継する場合には、当番組の放送時間を以下のように短縮していた。
    - 横浜スタジアムでの対DeNA戦・バンテリンドーム ナゴヤでの対中日戦を17:45から中継する場合＝当番組を17:45まで放送
      - 「情報+」の放送時間を変えずに、「ニュース+」の放送時間を10分短縮[注 12]。

    - 神宮球場での対ヤクルト戦を17:30から中継する場合＝当番組を17:30まで放送
      - 17:20までは「情報+」、17:20以降は「ニュース+」で構成[注 13]。
      - サンテレビでは、2022年以降の『サンテレビボックス席』でも、開始時刻が17:30に設定された横浜スタジアムの対DeNA戦をテレビ神奈川制作分中継の同時ネット（いわゆる「入り中継」）方式で放送することがある。この場合にも、当番組で17:30までの短縮放送を実施している。
- 2021年と2022年には、年内の最終放送日をクリスマス直前の金曜日に設定していた。サンテレビではNPBのオフシーズンに『熱血!タイガース党』（本社スタジオからの生放送による阪神情報番組）を金曜日の20時台（当時の放送時間は20:00 - 20:54）にレギュラーで編成していることから、当日は『キャッチ+&熱血!タイガース党』という3部構成の合同特別番組として放送枠を約4時間（17:00 - 20:54）に拡大。第1部（17時台）を「ニュースPART」、第2部（18時台）を「地域情報PART」、第3部（19・20時台）を「熱血!タイガース党PART」に充てていた。2023年には当番組を12月27日（水曜日）まで放送していたが、金曜分の年内最終放送（12月22日）に際しては、『熱血!タイガース党』との合同特別番組を編成しなかった。

- 2023年11月6日（月曜日）には、放送時間を17:05 - 19:00に拡大した。阪神タイガースが前日（5日）にオリックス・バファローズとの日本シリーズ第7戦（京セラドーム大阪）で勝利したことによって、1985年以来38年振りの「日本一」（シリーズ制覇）を達成したことに伴う措置で、放送時間の大半を「日本一」関連の特集に充てていた[注 14][12]。